# Building a Fire

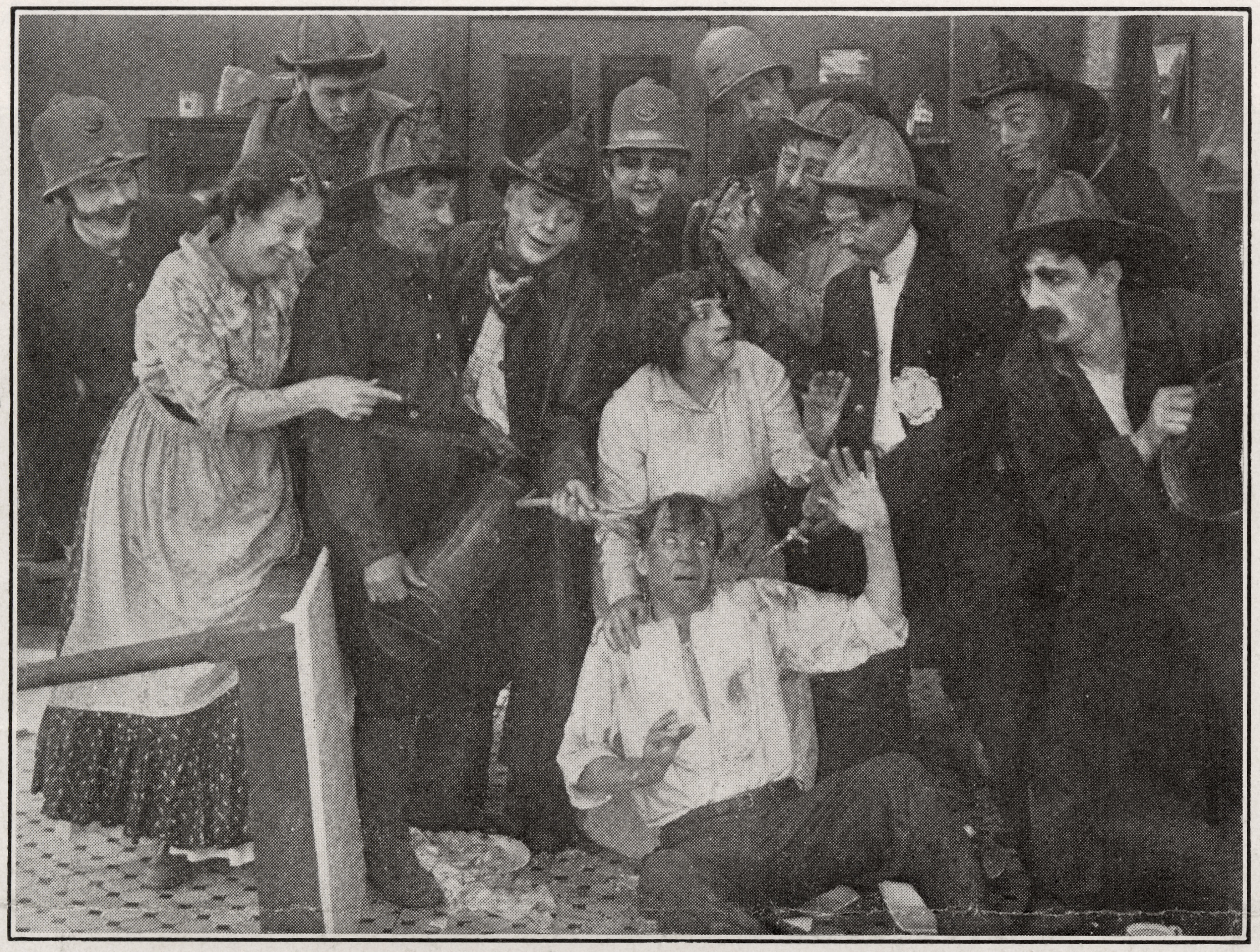
Publicitité présentant le casting du film

Building a Fire est un film muet américain réalisé par Arthur Hotaling et sorti en 1914.

## Synopsis
Maggie, la cuisinière de la famille Jones, s'étant fait porter malade, le chef de famille se met en devoir de préparer lui-même le repas. La catastrophe n'est pas loin…

## Fiche technique
- Titre : Building a Fire
- Réalisation : Arthur Hotaling
- Scénario : E.W. Sargent
- Production : Siegmund Lubin pour Lubin Manufacturing Company
- Distribution : General Film Company
- Genre : Comédie
- Date de sortie :
  - États-Unis : 9 mai 1914

## Distribution
- Mae Hotely : Maggie
- Julia Calhoun : Mrs Jones
- Jerold T. Hevener : Mr Jones
- Oliver Hardy : un policier